# Coleoscirus buartsus.
Coleoscirus buartsus. är en spindeldjursart som beskrevs av Den Heyer 1980. Coleoscirus buartsus. ingår i släktet Coleoscirus och familjen Cunaxidae. Inga underarter finns listade i Catalogue of Life.